# Hilversum (stacja kolejowa)
Hilversum – stacja kolejowa w Hilversum, w prowincji Holandia Północna, w Holandii. Stacja została otwarta w 1874.
| Hilversum                      |  |                                     |
| Linia                          |  |                                     |
| Hilversum Noordodległość: 1 km |  | Baarn odległość: 8 km               |
| Linia                          |  |                                     |
|                                |  | Hilversum Sportpark odległość: 1 km |